# Звездин, Андрей Витальевич
Андрей Витальевич Звездин (род. 18 августа 1972, Магнитогорск, СССР) — советский и российский футболист, нападающий.

## Биография
Воспитанник магнитогорской ДЮСШ-4. Победитель первенства РСФСР среди юношей 1988 года. Основную часть карьеры провёл в магнитогорском клубе, носившем названия «Металлург», «Магнитка», «Металлург-Метизник», «Магнитогорск», забив в первенствах страны на профессиональном уровне 57 мячей. В 1991 году стал серебряный призёром второй союзной лиги. В двухтысячных годах играл за «Локомотив» из Стерлитамака, с которым становился чемпионом и обладателем кубка Башкирии. В 2004 году в составе «Магнитогорска» с 22 мячами стал лучшим бомбардиром зоны «Урал и Западная Сибирь» первенства ЛФЛ, а команда заняла 2-е место.
В 2003 году окончил Магнитогорский государственный университет. По окончании игровой карьеры стал директором спортсооружений СДЮСШОР № 4.